# Chasing Robert
Pour plus de détails, voir Fiche technique et Distribution.
Chasing Robert est une comédie américaine réalisée par Len Austrevich et sortie en 2007.

## Fiche technique
Sauf indication contraire, les informations mentionnées dans cette section peuvent être confirmées par les bases de données cinématographiques IMDb et Allociné,  présentes dans la section « Liens externes ».
- Titre original : Chasing Robert
- Réalisation : Len Austrevich
- Scénario : Len Austrevich
- Musique : Nick Gage et Wendall J. Yuponce
- Décors :
- Costumes :
- Photographie : Michael Barnard
- Son :
- Montage : Emery Emery, David Harris et Mindy Hilt
- Production : Len Austrevich et Mike MacDonald
  - Production déléguée : Audrey Austrevich, Vince Austrevich, Brian B. Ferretti, Donald Fitzgibbons, Michael Fitzgibbons, David Harris, Renee Hines, Steven Karash, Dan Van Erden et Dale Vandenburg
  - Production associée : Joe Gandurski, Wiley Roberts et John Yaworsky
- Sociétés de production :
- Sociétés de distribution :
- Pays de production :  États-Unis
- Langue originale : anglais
- Format : couleur
- Genre : Comédie
- Durée : 89 minutes
- Dates de sortie :
  - États-Unis : 17 juillet 2007

## Distribution
- Len Austrevich : Alan Fleck
- Richard Jeni : Rich
- Rick Overton : Thadeus Wrazinski
- Robert L. Hines : Robert L. Brown
- Sara Rehnmark : Cheryl
- Dana Gould : le thérapeute
- Larry Miller : Peter Vondra
- Joe Farina : Tim
- Richard Portnow : Ed Thorton
- Andy Dick : The Wire
- Michael Rivkin : Toadie
- Gary Ryder : Ted
- Daniel Allar : Charlie
- Lin Shaye : Martha
- Dan Castellaneta : Dan
- Roderick Peeples : Alderman
- Paul Provenza : Paul